# 岐阜県農業大学校
岐阜県農業大学校（ぎふけんのうぎょうだいがっこう）は、岐阜県が運営する農業大学校。農業技術者、農業者の養成を目的としている。
全寮制、2年制である。

## 学科
- 野菜・果樹学科

野菜専攻
果樹専攻
- 畜産学科

肉用牛専攻
酪農専攻
養豚専攻

## 取得可能な資格
- けん引免許（農耕用）
- ボイラー取扱技能者資格
- 危険物取扱者資格
- 毒物劇物取扱者資格
- フォークリフト運転技能講習資格
- 農薬管理指導士資格
- 家畜人工授精師

## 沿革
- 1934年（昭和9年）：稲葉郡那加村（現各務原市）に岐阜県集約農業実習所を開設。
- 1938年（昭和13年）：現在地に移転。岐阜県修練農場に改称する。
- 1968年（昭和43年）：岐阜県農業高等学園に改称する。
- 1974年（昭和49年）：岐阜県農業大学校に改称。経営学部、技術学部を新設。
- 1982年（昭和57年）：経営学部、技術学部を廃止され、新しい体制の「岐阜県農業大学校」が創設。

## 所在地
- 〒509-0241　岐阜県可児市坂戸938番地

## 交通
- 名古屋鉄道広見線可児川駅より徒歩約30分

## 卒業生
- 人事院規則において学歴・免許等資格区分が「短大2卒」として取り扱われる。